# Adam Kieszkowski
Adam Kieszkowski herbu Krzywda (ur. 1795) – właściciel ziemski.

## Życiorys
Urodził się w 1795. Wywodził się z rodu Kieszkowskich herbu Krzywda. Był prawnukiem Kazimierza Kieszkowskiego, wnukiem Antoniego Kieszkowskiego oraz synem Stanisława Kieszkowskiego z jego pierwszego małżeństwa z Józefą Szuszkowską (córka Franciszka, skarbnika owruckiego). Jego rodzonym rodzeństwem byli Elżbieta (po mężu Szydłowska) i Paweł (dziedzic dóbr, członek Stanów Galicyjskich), a przyrodnim Józef (ur. 1808, oficer wojsk polskich w powstaniu listopadowym), Julia (zamężna z Edwardem Tadeuszem Bielińskim), Walerian (ur. 1820, dziedzic Tarnawy, podpułkownik wojsk polskich), Florentyna (zm. 1894, zamężna z Konstantym Hallerem), Zuzanna (zm. 1895, zamężna z Feliksem Hallerem), Malwina (zamężna z Wojciechem Strzeleckim), Henryk (1821-1905).  
Został dziedzicem dóbr ziemskich: Szandrowiec, Rokitnica. W połowie 50. był właścicielem dóbr tabularnych Błozew Górna, Sanoczany.
Był żonaty z Julią Olszańską. Jego dziećmi byli Julia (zm. 1892, zamężna z Józefem Szymonowiczem), Józef Karol (1825-1877), Stanisław (ur. 1831).